# Lagoké Football Club
Le Lagoké Football Club est un club ivoirien de football basé à Daloa. Le club est promu en Ligue 1 Orange pour l'année 2007 puis relégué en MTN Ligue 2 2008.

## Histoire
Modèle:Lagoké FC de Daloa a été crée par le Lieutenant Ernest Blé Gbai ...